# River Allen (Dorset)
Der River Allen ist ein ca. 23 km langer linker Nebenfluss des River Stour in der südenglischen Grafschaft Dorset.

## Verlauf
Der River Allen entspringt beim Dorf Wimborne St Giles in den Cranborne Chase and West Wiltshire Downs (AONB). Er fließt durch keinen bedeutenden Ort und mündet ca. 1 km südlich von Wimborne Minster in den River Stour.

## Sehenswürdigkeiten
Die ehemalige Abteikirche von Wimborne Minster ist die einzige bedeutende Sehenswürdigkeit in der Nähe des weitgehend naturbelassenen Flusses.

## Angeln
Der River Allen gilt als gutes Angelrevier.